# Клатрин A
CLTA (англ. Clathrin light chain A) – білок, який кодується однойменним геном, розташованим у людей на 9-й хромосомі. Довжина поліпептидного ланцюга білка становить 248 амінокислот, а молекулярна маса — 27 077.
| 10         |  | 20         |  | 30         |  | 40         |  | 50         |
| ---------- |  | ---------- |  | ---------- |  | ---------- |  | ---------- |
| MAELDPFGAP |  | AGAPGGPALG |  | NGVAGAGEED |  | PAAAFLAQQE |  | SEIAGIENDE |
| AFAILDGGAP |  | GPQPHGEPPG |  | GPDAVDGVMN |  | GEYYQESNGP |  | TDSYAAISQV |
| DRLQSEPESI |  | RKWREEQMER |  | LEALDANSRK |  | QEAEWKEKAI |  | KELEEWYARQ |
| DEQLQKTKAN |  | NRVADEAFYK |  | QPFADVIGYV |  | TNINHPCYSL |  | EQAAEEAFVN |
| DIDESSPGTE |  | WERVARLCDF |  | NPKSSKQAKD |  | VSRMRSVLIS |  | LKQAPLVH   |

A: Аланін

C: Цистеїн

D: Аспарагінова кислота

E: Глутамінова кислота

F: Фенілаланін

G: Гліцин

H: Гістидин

I: Ізолейцин

K: Лізин

L: Лейцин

M: Метіонін

N: Аспарагін

P: Пролін

Q: Глутамін

R: Аргінін

S: Серин

T: Треонін

V: Валін

W: Триптофан

Кодований геном білок за функцією належить до фосфопротеїнів. 
Задіяний у таких біологічних процесах, як клітинний цикл, поділ клітини, мітоз, ацетилювання, альтернативний сплайсинг. 
Білок має сайт для зв'язування з іоном кальцію. 
Локалізований у цитоплазмі, цитоскелеті, мембрані, клатрин-вкритих заглибинах мембрани, цитоплазматичних везикулах.